# كأس العالم للرجبي للسيدات 2002
كأس العالم للرجبي للسيدات 2002 (بالإسبانية: Copa Mundial Femenina de Rugby de 2002)‏ هو الموسم 4 من  كأس العالم للرجبي للسيدات. أقيم خلال الفترة 11 مايو 2002، وحتى 25 مايو 2002، وبمشاركة  16 فريقاً، وفاز فيه منتخب نيوزيلندا الوطني لاتحاد الرغبي للسيدات.